# Прогресс М1-6
Прогресс М1-6 — транспортный грузовой космический корабль (ТГК) серии «Прогресс», запущен к Международной космической станции. 4-й российский корабль снабжения МКС. Серийный номер 255.

## Цель полёта
Доставка на МКС более 2400 килограммов различных грузов, в числе которых продукты питания, подарки, топливо в баках системы дозаправки, воду, медицинское оборудование, белье, средства личной гигиены, а также оборудование для научных экспериментов, проводимых на МКС. Посылоки для экипажа МКС.

## Хроника полёта
- 21.05.2001, в 02:32:39.835 (MSK), (22:32:40 UTC) — запуск с космодрома Байконур. Для запуска ТГК впервые использована новая модификация ракеты-носителя (РН) «Союз» - «Союз-ФГ». Грузоподъемность РН выше на 200 кг;
- 23.05.2001, в 04:23:56 (MSK), (00:23:56 UTC) — осуществлена стыковка с МКС к стыковочному узлу на агрегатном отсеке служебного модуля «Звезда». Процесс сближения и стыковки проводился в автоматическом режиме;
- 22.08.2001, в 10:01:36 (MSK), (06:01:36 UTC) — ТГК отстыковался от орбитальной станции и отправился в автономный полёт.

## Перечень грузов
Суммарная масса всех доставляемых грузов: 2478 кг
| Название                                                              | Масса (кг) |
| --------------------------------------------------------------------- | ---------- |
| Топливо в баках системы дозаправки                                    | 958        |
| Топливо для нужд МКС                                                  | 250        |
| Кислород                                                              | 40         |
| Грузы, доставляемые в герметичном отсеке (суммарная масса — 1230 кг): |            |
| Оборудование для дооснащения и обслуживания бортовых систем           | 65         |
| Научная аппаратура                                                    | 19         |
| Видеоаппаратура                                                       | 109        |
| Оборудование для ФГБ «Заря»                                           | 39         |
| Оборудование для системы обеспечения теплового режима                 | 97         |
| Оборудование для системы обеспечения газового состава                 | 111        |
| Оборудование для системы водообеспечения, вода                        | 86         |
| Средства санитарно-гигиенического обеспечения                         |            |
| Контейнеры с рационами питания, свежие продукты                       | 221        |
| Медицинское оборудование                                              | 40         |
| Бельё, средства личной гигиены и индивидуальной защиты                | 419        |
| Бортдокументация, посылки для экипажа                                 | 19         |
| Дополнительное оборудование                                           | 5          |